# Edwin Ashby
Edwin Ashby ( 1861 - 1941) fue un promotor immobiliario y un destacado aficionado botánico, malacólogo y ornitólogo australiano con base en Adelaida. Fue miembro fundante de la South Australian Ornithological Association (SAOA) en 1899, y de la Royal Australasian Ornithologists Union (RAOU) en 1901, en la cual sirvió como presidente en 1926.
El jardín botánico en la propiedad de Ashby Wittunga en Adelaide Hills fue ampliado y perfeccionado botánicamente por su hijo: Arthur Keith Ashby, donándolo al Estado de Australia Meridional en 1965, e inaugurado al público en 1975 como Wittunga Botanic Garden.

## Honores

### Epónimos
El género de aves Ashbyia (representada por Ashbyia lovensis ) fue nombrada en su honor por Gregory Mathews.
- La abreviatura «Ashby» se emplea para indicar a Edwin Ashby como autoridad en la descripción y clasificación científica de los vegetales.[5]

## Abreviatura (zoología)
La abreviatura Ashby  se emplea para indicar a Edwin Ashby como autoridad en la descripción y taxonomía en zoología.